# Куженкино
Куженкино (рус. Куженкино) насељено је место са административним статусом варошице (рус. посёлок городского типа) у европском делу Руске Федерације. Административно припада Бологовском рејону који се налази на северу Тверске области.
Према проценама националне статистичке службе, у вароши је 2014. живело 2.580 становника.

## Географија
Варошица Куженкино лежи на месту где се у реку Шлину уливаа њена притока Шлинка. Насеље се налази на југу Бологовског рејона, на око 176 километара северозападно од обласног центра града Твера, и на око 20 километара јужније од рејонског центра града Бологоје.
Кроз варошицу пролази железница на релацији Бологоје—Великије Луки, а у близини је и национални аутопут М10 Россия.
На око 10 километара југоисточно од варошице налази се војни аеродром Руског ратног ваздухопловства Хотилово.

## Историја
Први писани подаци о насељу датирају из 1583. године, и тада се Куженкино помиње као засеок Коломенске парохије Вишњеволочког округа тадашње Тверске губерније. Куженкино је у то време заједно са суседним насељем Григино било у поседу Новгородског Хутинског манастира. Почетком XVIII века манастирска земља је подељена сељацима.
Године 1907. кроз насеље пролази железничка пруга, а отворена је и железничка станица. Од 1939. Куженкино има статус урбаног насеља типа варошице (рус. посёлок городского типа).

## Демографија
Према подацима са пописа становништва 2010. у вароши је живело 2.432 становника, док је према проценама за 2014. ту живело 2.580 становника.
| 1959. | 1970. | 1979. | 1989. | 2002. | 2010. | 2014.  |
| ----- | ----- | ----- | ----- | ----- | ----- | ------ |
| 3,660 | 3,833 | 3,915 | 3,969 | 3,537 | 3,073 | 2,580* |

Напомена: * према проценама националне статистичке службе.